# Parafia Wniebowzięcia Najświętszej Maryi Panny w Jarosławicach
Parafia Wniebowzięcia Najświętszej Maryi Panny w Jarosławicach – jedna z 10 parafii rzymskokatolickich dekanatu przytyckiego diecezji radomskiej.

## Historia

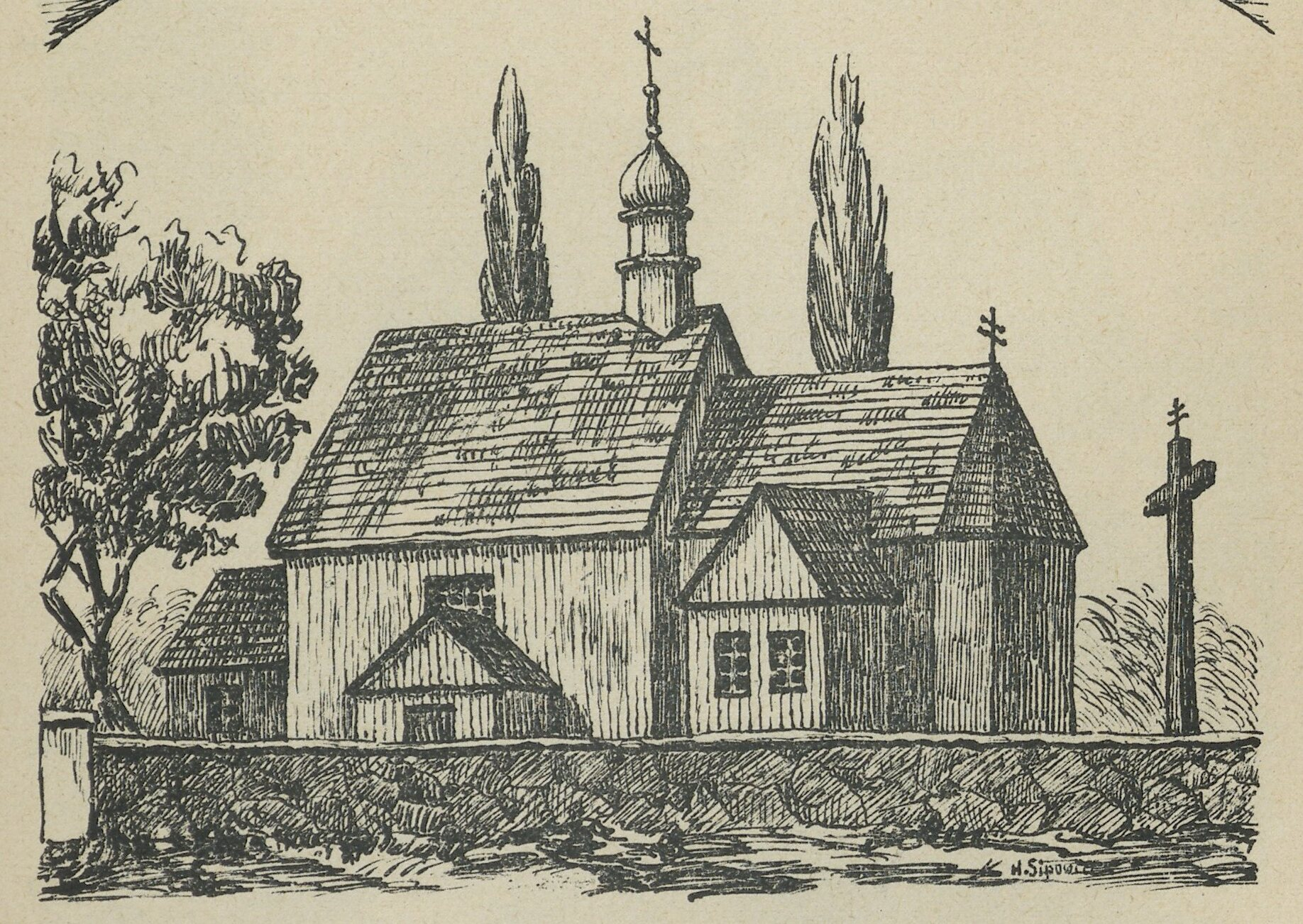
Stary kościół przed 1911

Parafia powstała przed 1325. Pierwotny kościół modrzewiowy istniał tu w 1345. Kolejny drewniany kościół z XV w., podczas wizytacji kard. Jerzy Radziwiłł (kardynał)|Radziwiłła w końcu XVI w. oceniany był jako rozpadający się. Następny kościół drewniany pw. Wszystkich Świętych został zniszczony przez wycofujących się Rosjan w 1915. Od 1830 do lat osiemdziesiątych XIX w. Jarosławice należały do parafii Przytyk. W 1916 wybudowano staraniem ks. Jana Różyckiego drewnianą kaplicę na miejscu spalonego kościoła, a w 1934 ks. Franciszek Socha zakupił stary, drewniany kościół z Krępy Kościelnej, który został zmontowany na miejscu tymczasowej kapliczki. Ten kościół także uległ zupełnemu zniszczeniu w 1945. Po wojnie przez dwa lata nabożeństwa sprawował ks. Stanisław Warchoł w Krzyszkowicach w podworskiej owczarni adaptowanej do potrzeb kultu. W tym czasie w Jarosławicach postawiono w dawnej wozowni kaplicę, która służyła jako świątynia parafialna do 1962. Kościół obecny pw. Wniebowzięcia NMP, według projektu arch. Stanisław Marzyński|Stanisława Marzyńskiego z Warszawy, zbudowany został w latach 1957–1962 staraniem ks. Stanisława Warchoła. Konsekrował go w 1962 bp. Piotr Gołębiowski. Jest to budowla wzniesiona z granitu leśnego i polnego, trzynawowa, w stylu bazylikowym. W kościele znajduje się obraz Ukoronowania Matki Bożej. Pochodzi on prawdopodobnie z XV w., jest to obraz olejny na desce. Z racji kultu Matki Bożej Jarosławice są zaliczane do tzw. sanktuariów mniejszych. W 1963 bp. Jan Kanty Lorek ustanowił kościół w Jarosławicach sanktuarium.

## Proboszczowie
- 1945 – 1967 – ks. Stanisław Warchoł
- 1967 – 1970 – ks. Roman Mazurkiewicz
- 1970 – 1989 – ks. Julian Banaś
- 1989 – 1991 – ks. Andrzej Pawlik
- 1991 – 1993 – ks. Zdzisław Zymiak
- 1993 – 2007 – ks. kan. Józef Walaszczyk
- 2007 – nadal - ks. kan. Antoni Koza

## Zasięg parafii
- Do parafii należą wierni mieszkający w miejscowościach: Bieniędzice, Chruślice, Gaczkowice, Jarosławice, Jaszowice, Jaszowice-Kolonia, Krzyszkowice, Młódnice i Żmijków[1].